# Prvački trofej 1981. (hokej na travi)
3. Prvački trofej se održao 1980. godine.

## Mjesto i vrijeme održavanja
Održao se od 9. do 16. siječnja 1981.
Domaćin je po drugi put uzastopce bio grad Karachi u Pakistanu.

## Sudionici
Sudjelovali su domaćin i branitelj naslova Pakistan, Australija, Nizozemska, SR Njemačka, Španjolska i Engleska.

## Natjecateljski sustav
Ovaj turnir se igralo po jednostrukom ligaškom sustavu. Za pobjedu se dobivalo 2 boda, za neriješeno 1 bod, a za poraz nijedan bod. 
Susrete se igralo na umjetnoj travi.

## Rezultati
```
* Engleska - SR Njemačka        1 : 1 
* Pakistan - Španjolska         5 : 2 
* Nizozemska - Australija       7 : 5
```

```
* Engleska - Australija         2 : 2
* SR Njemačka - Španjolska      6 : 1
* Nizozemska - Pakistan         1 : 0 
```

```
* Španjolska - Engleska         2 : 1
* Nizozemska - SR Njemačka      4 : 4
* Pakistan - Australija         3 : 4 
```

```
* Nizozemska - Španjolska       3 : 3
* Pakistan - Engleska           3 : 2
* SR Njemačka - Australija      1 : 3
```

```
* Nizozemska - Engleska         7 : 4
* Španjolska - Australija       1 : 4 
* Pakistan - SR Njemačka        2 : 2
```

```
Završni poredak:

 1. 
 Nizozemska       5       3       2       0       (22 : 16)       
8

 2. 
 Australija       5       3       1       1       (18 : 14)       
7

 3. 
 SR Njemačka      5       1       3       1       (14 : 11)       
5

 4. 
 Pakistan         5       2       1       2       (13 : 11)       
5

 5. 
 Španjolska       5       1       1       3       ( 9 : 19)       
3

 6. 
 Engleska         5       0       2       3       (10 : 15)       
2
```

| Pobjednici             |
| ---------------------- |
| Nizozemska Prvi naslov |

## Najbolji sudionici
| Najbolji strijelac         |
| -------------------------- |
| Paul Litjens (11 pogodaka) |